# Pandigitalni broj
U matematici, pandigitalni broj je cijeli broj koji sadrži svaku od znamenki 0, 1, 2, 3, 4, 5, 6, 7, 8 i 9 barem jednom i kod kojeg prva znamenka nije nula (npr: 1223334444555567890).
Prvih nekoliko pandigitalnih brojeva su:
1023456789, 1023456798, 1023456879, 1023456897, 1023456978
Deseteroznamenkasti pandigitalni broj je uvijek djeljiv s 9 jer je:
{\displaystyle \sum _{i=0}^{9}i=45}
Prema tome najmanji pandigitalni prosti broj mora imati 11 znamenki (od kojih se nula ne smije ponavljati dva puta).
Prvih nekoliko pandigitalnih prostih brojeva su: 10123457689, 10123465789, 10123465897, 10123485679
Ponekad se termin “pandigitalni broj” koristi samo za one brojeve koji ne sadrže dvije ili više istih znamenki. U nekim slučajevima, broj se naziva pandigitalni iako nema nulu (takvi brojevi se još nazivaju “pandigitalni brojevi bez nule”).
Prvih nekoliko pandigitalnih brojeva bez nule su: 123456789, 123456798, 123456879, 123456897, 123456978, 123456987
Prvih nekoliko pandigitalnih prostih brojeva bez nule su: 1123465789, 1123465879, 1123468597, 1123469587, 1123478659